# Satierkreis
Der Satierkreis (oder SaTierkreis) ist ein Chanson-Kabarett, das Frieder Nögge (Texte) und Polo Piatti (Musik) verfasst haben.

## Inhalt
Beim Satierkreis handelt sich um ein satirisches Liederprogramm, das in Liebesliedern über zwölf Frauen die charakteristischen Züge der zwölf Tierkreiszeichen beschreibt. Es besteht − neben Prolog und Epilog – aus folgenden Liedern:
1. Mälinda (Widder)
2. Jolie-Nadine (Waage)
3. Saturina (Steinbock)
4. Hannelore (Krebs)
5. Angela (Löwe)
6. Die Knäbin (Wassermann)
7. Bärbel (Stier)
8. Sirkaja (Skorpion)
9. Belle-Sophie (Jungfrau)
10. Ling-Ling (Zwillinge)
11. Olga (Fische)
12. Charlotte (Schütze)

„Der SaTierkreis“ – Letzte Aufführung von Frieder Nögge und Polo Piatti (Stuttgart, 1988)

Die Uraufführung fand 1987 in Stuttgart im Forum Theater statt. Am Ende der Kabarettveranstaltung durfte das Publikum eigene Themen vorschlagen, zu denen die beiden Künstler als Zugabe satirische Lieder improvisierten. 
Der Satierkreis wird weiterhin im deutschsprachigen Raum aufgeführt, beispielsweise mit Frieder Nögges Sohn Sebastian Scheuthle (Gesang) und Frank Tischer (Klavier).